# Фосо д'Олмо (Козенца)
Фосо д'Олмо је насеље у Италији у округу Козенца, региону Калабрија.
Према процени из 2011. у насељу је живело 62 становника. Насеље се налази на надморској висини од 775 м.